# رونالد رايس
رونالد رايس (بالإنجليزية: Ronald Rice)‏ هو سياسي أمريكي، ولد في 18 ديسمبر 1945 بريتشموند في الولايات المتحدة. حزبياً، نشط في الحزب الديمقراطي. وقد انتخب عضو مجلس ولاية نيوجيرسي.